# ハード・ラッシュ
『ハード・ラッシュ』（Contraband）は、2012年のクライムアクション映画。2008年のアイスランド映画『レイキャビク・ロッテルダム』（脚本・監督：オルカル・ヨナソン、日本未公開）のハリウッド・リメイクで、オリジナル作品に主演したバルタザール・コルマウクルが監督を務めている。出演はマーク・ウォールバーグとケイト・ベッキンセイルなど。オリジナル作品ではアイスランドのレイキャビクにオランダのロッテルダムから密輸する物語だが、本作では米国に中米のパナマから密輸する設定に変更されている。

## ストーリー
ルイジアナ州のニューオリンズ、かつて裏社会に名を馳せた、凄腕の運び屋だったクリスは足を洗い、妻ケイト、二人の息子と共に幸せな日々を過ごしていた。
だが、ケイトの弟であるアンディが船でのコカインの密輸途中にアメリカ税関の手入れ捜査にあい、証拠隠滅のために、コカインを海に捨ててしまう。
アンディに密輸を依頼した犯罪組織は、コカインの代金70万ドルを義理の兄のクリスに肩代わりするように脅す。
ケイトの嘆願されたクリスは昔の仲間を呼び寄せてパナマからの船による5000万ドル分の偽札密輸を計画する。

## キャスト
※括弧内は日本語吹替
- クリス・ファラデイ: マーク・ウォールバーグ（咲野俊介） - 警報装置施工業者。かつては裏社会で名をはせた凄腕の運び屋。
- ケイト・ファラデイ: ケイト・ベッキンセイル（日野由利加） - クリスの妻。
- セバスチャン・アブニー: ベン・フォスター（桐本琢也） - クリスの親友で元相棒。
- ティム・ブリッグス: ジョヴァンニ・リビシ（落合弘治） - 薬物密輸グループのボス。
- アンディ: ケイレブ・ランドリー・ジョーンズ（河野裕） - ケイトの弟。
- ダニー・レイマー: ルーカス・ハース（岩崎正寛） - クリスの仲間。新婚。
- ゴンザロ: ディエゴ・ルナ（川原慶久） - パナマの犯罪組織のボス。凶暴で凶悪。
- キャンプ船長: J・K・シモンズ（福田信昭） - クリスを目の敵にしている。
- ジム・チャーチ: デヴィッド・オハラ（英語版） - ギャング。クリスの昔の仲間。
- バド・ファラデイ: ウィリアム・ラッキング（英語版） - クリスの父。刑務所に収監中。
- オラフ: オラフル・ダッリ・オラフソン - クリスの仲間。機関士。※オリジナル作品にも出演している米国生まれのアイスランド人俳優。
- ジョン・ブライス: ロバート・ウォールバーグ（英語版） - 国境警備局職員。

## 作品の評価
Rotten Tomatoesによれば、批評家の一致した見解は「平均的な1月のアクションスリラーよりは面白いが、『ハード・ラッシュ』のオリジナリティの欠如と不必要に入り組んだプロットを大目に見られるほどではない。」であり、163件の評論のうち高評価は52%にあたる84件で、平均点は10点満点中5.42点となっている。
Metacriticによれば、38件の評論のうち、高評価は14件、賛否混在は20件、低評価は4件で、平均点は100点満点中51点となっている。